# Maha Vairochana Sutra
Cette page contient des caractères spéciaux ou non latins. S’ils s’affichent mal (▯, ?, etc.), consultez la page d’aide Unicode.
 (novembre 2010).
Si vous disposez d'ouvrages ou d'articles de référence ou si vous connaissez des sites web de qualité traitant du thème abordé ici, merci de compléter l'article en donnant les références utiles à sa vérifiabilité et en les liant à la section « Notes et références ».

Grand Buddha (Buddha Daibutsu) de Kamakura, au Japon.

Le Maha Vairochana Sutra (IAST Mahāvairocana sūtra), Mahavairochana tantra, ou Mahavairochana sutra  est l'un des deux soutras essentiels des écoles tantriques tibétaines et japonaises (Shingon et dans une moindre mesure Tendai). Il est associé au Kalachakraindriya Sutra dans les écoles tibétaines et au Vajrashekhara Sutra  dans l'école Shingon.

## Noms
Son nom complet est Mahavairochanâbhisambodhi-tantra ou Mahā-Vairochanâbhisambodhi-vikurvitâdhisthâna-vaipulya-sûtrendrarâja-nâma-dharma-paryâya, traduction approximative : "Grand illuminateur, parfaitement éveillé, force divine parfaite, roi du grand dharma". Ses noms chinois sont : Dabiluzhenachengfoshenbiandachijing (大毘盧遮那成佛神變加持經) "Sutra de la divine transformation par le pouvoir mystique du Grand Vairocana", Dabiluzhenajing (大毘盧遮那経) ou Darijing 大日經, en japonais Dainichi-kyo "Sutra du grand Vairocana". Son nom tibétain est  rNam-par snan mdzad chen-po'i rgyud.

## Versions
Il en existe trois versions: 
- La version complète, en 7 sections et 36 chapitres ;
- Une version courte d'une trentaine de pages contenant uniquement la partie rituelle, expliquant comment l’illumination (sambodhi) de Maha Vairochana s’exprime dans les mandalas et les mudras ;
- Le Mandala de tous les bouddhas ou Taizokai est également considéré comme une forme du soutra ;

## Origine
L'essentiel du soutra, les six premières sections, soit 31 chapitres, serait parvenu en Chine au VIIe siècle. Le moine bouddhiste indien Shubhakarasimha (en chinois Shanwuwei 善無畏, 637-735) aurait apporté les cinq derniers chapitres (section 7) lorsqu'il vint en 716, âgé de presque 80 ans, à Chang'an, alors capitale de la Chine. Cette partie finale  deviendra l'appendice du soutra, qui fut traduit intégralement de 724 à 725 grâce à la collaboration de Shubhakarasimha. C'est cette version qui parviendra au Japon et influencera Kûkaï, fondateur du Shingon. Le bouddhisme tibétain a, pour sa part, reçu le texte directement d'Inde. L’original en sanscrit ayant disparu, la version chinoise est la plus ancienne connue ; la traduction tibétaine date du IXe siècle.

## Enseignement
Le texte adopte la forme d'un dialogue entre le Bouddha et le bodhisattva Vajrapani. Selon la tradition tantrique, quand le Bouddha eut atteint l’illumination, il resta sous la forme de Vairochana durant sept jours pendant lesquels il transmit son enseignement à Vajrapani et d'autres bodhisattvas et saints dans son domaine Vajradharmadhatu, la Terre de diamant. La tradition ancienne de l'école Shingon prétendait que Vajrapani se serait ensuite retiré dans une tour de fer dans le Sud de l'Inde, où Nagarjuna l'aurait découvert et reçu de lui le Maha Vairochana Sutra en même temps que le Sūtra du Pic du Vajra.
Dans le premier chapitre concernant les niveaux spirituels se trouvent des notions fondamentales aux écoles tantriques, en particulier Shingon :
La nature de bouddha est en chacun et l'illumination est possible en une vie. Ce principe apparaît dans le passage où Vajrapani demande à Vairochana comment atteindre l’illumination. Celui-ci répond : par la connaissance de la vraie nature de son propre esprit.
Le bodhisattva interroge également Vairochana sur la poursuite de la sagesse (bodhi) : la bodhi est la cause et la base de la poursuite spirituelle, que la compassion doit diriger ; le perfectionnement des upayas, moyens menant efficacement à l'illumination, doit être un objectif constant.